# 쑤이만 고속공로
쑤이만 고속공로(绥满高速公路)는 중국 국도의 주요 계획인 "5종7횡"의 가로 간선이다.  중국국가고속공로망의 제G10호 고속공로로 지정되어 있다. 쑤이만 고속공로는 헤이룽장성 쑤이펀허시에서, 무단장, 하얼빈, 다칭, 치치하얼, 아룽치를 거쳐 내몽골자치구 만저우리시까지 이어진다.

## 구성
- 헤이룽장성 구간 : 헤이룽장성내 구간은 2010년 9월 29일에 전부 개통되었다[1].
- 내몽골 자치구 구간 : 헤이룽장성 경계에서 아룽치를 경유하여 야커스시에 이르는 구간은 이미 개통되어 요금이 부과되었으며, 야커스시~하이라얼구 구간은 2013년 11월 3일부터 개통 및 요금을 받기 시작했고, 하이라얼구~만저우리시 구간은 폐쇄되었다[2].

## 나들목 · 분기점
|                                | 쑤이펀허 본선 출입구                                       | 绥芬河主线出入口   | 301국도 하뤄궁로      | 무단장시     | 헤이룽장성    |                                           |
|                                | 쑤이양 나들목                                              | 绥阳               | 301국도               | 무단장시     | 헤이룽장성    |                                           |
|                                | 융안 나들목                                                | 永安               | 083향도               | 무단장시     | 헤이룽장성    |                                           |
|                                | 샤청쯔 나들목                                              | 下城子             |                       | 무단장시     | 헤이룽장성    |                                           |
|                                | 싱위안 휴게소                                              | 兴源服务区         |                       | 무단장시     | 헤이룽장성    | 쑤이펀허 방향 전용                        |
|                                | 싱위안 나들목                                              | 兴源               | 068현도               | 무단장시     | 헤이룽장성    |                                           |
|                                | 싱위안 휴게소                                              | 兴源服务区         |                       | 무단장시     | 헤이룽장성    | 하얼빈 방향 전용                          |
|                                | 무렁 나들목                                                | 穆棱               | 301국도               | 무단장시     | 헤이룽장성    |                                           |
|                                | 모다오스 나들목                                            | 磨刀石             | 301국도               | 무단장시     | 헤이룽장성    |                                           |
|                                | 모다오스 휴게소                                            | 磨刀石服务区       |                       | 무단장시     | 헤이룽장성    |                                           |
|                                | 허다 고속공로 동측 분기점                                  | 鹤大高速东侧立交   | 허다 고속공로         | 무단장시     | 헤이룽장성    |                                           |
|                                | 싼다오 분기점 (허다 고속공로 서측 분기점) 무단장 남 나들목 | 牡丹江南           | 허다 고속공로         | 무단장시     | 헤이룽장성    |                                           |
|                                | 샤오모 주차장                                              | 小莫停车区         |                       | 무단장시     | 헤이룽장성    |                                           |
|                                | 무단장 나들목                                              | 牡丹江             | 시더밍가              | 무단장시     | 헤이룽장성    |                                           |
|                                | 하이린 나들목                                              | 海林               | 하이옌로              | 무단장시     | 헤이룽장성    |                                           |
|                                | 헝다오허쯔 휴게소                                          | 横道河子服务区     |                       | 무단장시     | 헤이룽장성    |                                           |
|                                | 헝다오허쯔 나들목                                          | 横道河子           | 301국도               | 무단장시     | 헤이룽장성    |                                           |
|                                | 퉁쯔거우 휴게소                                            | 筒子沟停车区       |                       | 하얼빈시     | 헤이룽장성    |                                           |
|                                | 밍신 나들목                                                | 明新               | 301국도               | 하얼빈시     | 헤이룽장성    |                                           |
|                                | 야부리 나들목                                              | 亚布力             | 223성도               | 하얼빈시     | 헤이룽장성    |                                           |
|                                | 야부리 휴게소                                              | 亚布力服务区       |                       | 하얼빈시     | 헤이룽장성    |                                           |
|                                | 웨이허 나들목                                              | 苇河               |                       | 하얼빈시     | 헤이룽장성    |                                           |
|                                | 이몐포 나들목                                              | 一面坡             | 153현도               | 하얼빈시     | 헤이룽장성    |                                           |
|                                | 주장 나들목                                                | 珠江               |                       | 하얼빈시     | 헤이룽장성    |                                           |
|                                | 상즈 나들목                                                | 尚志               |                       | 하얼빈시     | 헤이룽장성    |                                           |
|                                | 상즈 휴게소                                                | 尚志服务区         |                       | 하얼빈시     | 헤이룽장성    |                                           |
|                                | 우지미 나들목                                              | 乌吉密             |                       | 하얼빈시     | 헤이룽장성    |                                           |
|                                | 마오얼산 나들목                                            | 帽儿山             | 301국도               | 하얼빈시     | 헤이룽장성    |                                           |
|                                | 핑산 휴게소 핑산 나들목                                    | 平山服务区 平山    |                       | 하얼빈시     | 헤이룽장성    |                                           |
|                                | 샤오링 나들목                                              | 小岭               |                       | 하얼빈시     | 헤이룽장성    |                                           |
|                                | 위콴 나들목                                                | 玉泉               | 301국도               | 하얼빈시     | 헤이룽장성    |                                           |
|                                | 화궈산 나들목                                              | 花果山             |                       | 하얼빈시     | 헤이룽장성    |                                           |
|                                | 야거우 나들목                                              | 亚沟               | 301국도 하상선        | 하얼빈시     | 헤이룽장성    |                                           |
|                                | 아청 남 나들목                                             | 阿城南             | 005현도               | 하얼빈시     | 헤이룽장성    |                                           |
|                                | 아청 나들목                                                | 阿城               | 제팡 대가 진룽로      | 하얼빈시     | 헤이룽장성    |                                           |
|                                | 아청 휴게소                                                | 阿城服务区         |                       | 하얼빈시     | 헤이룽장성    |                                           |
|                                | 이름                                                       | 哈尔滨绕城高速立交 | 하얼빈 요성 고속공로  | 하얼빈시     | 헤이룽장성    |                                           |
|                                | 신화 나들목                                                | 新华               | 진샹가 뎬탄로         | 하얼빈시     | 헤이룽장성    | 하얼빈시 구내는 일반 도로로 연결되어 있다 |
|                                | 하얼빈 나들목                                              | 哈尔滨             | 리민 대가 쑹베이 대가 | 하얼빈시     | 헤이룽장성    | 하얼빈시 구내는 일반 도로로 연결되어 있다 |
|                                | 이름                                                       | 哈尔滨绕城高速立交 | 하얼빈 요성 고속공로  | 하얼빈시     | 헤이룽장성    |                                           |
|                                | 자오둥 휴게소                                              | 肇东服务区         |                       | 쑤이화시     | 헤이룽장성    |                                           |
|                                | 자오둥 나들목                                              | 肇东               | 301국도               | 쑤이화시     | 헤이룽장성    |                                           |
|                                | 청핑 나들목                                                | 承平               | 301국도               | 쑤이화시     | 헤이룽장성    |                                           |
|                                | 안다 나들목                                                | 安达               | 203국도               | 쑤이화시     | 헤이룽장성    |                                           |
|                                | 다칭 나들목                                                | 大庆               | 스지 대가 우싱로      | 다칭시       | 헤이룽장성    |                                           |
|                                | 훙루 휴게소                                                | 红湖服务区         |                       | 다칭시       | 헤이룽장성    |                                           |
|                                | 청베이 나들목                                              | 城北               | 301국도 쉐웨이 대가   | 다칭시       | 헤이룽장성    |                                           |
|                                | 다광 고속공로 분기점                                       | 大广高速立交       | 다광 고속공로         | 다칭시       | 헤이룽장성    |                                           |
|                                | 칭베이 나들목                                              | 庆北               | 301국도               | 다칭시       | 헤이룽장성    |                                           |
|                                | 둥성 주차장                                                | 东升停车区         |                       | 다칭시       | 헤이룽장성    | 만저우리 방향 전용                        |
|                                | 화위안 나들목                                              | 花园               | 칭위안로              | 다칭시       | 헤이룽장성    |                                           |
|                                | 둥펑 주차장                                                | 东风停车区         |                       | 다칭시       | 헤이룽장성    | 쑤이펀허 방향 전용                        |
|                                | 린뎬 나들목                                                | 林甸               | 틀:中国省道名         | 다칭시       | 헤이룽장성    |                                           |
|                                | 성리 나들목                                                | 胜利               |                       | 다칭시       | 헤이룽장성    |                                           |
|                                | 자룽 휴게소                                                | 扎龙服务区         |                       | 치치하얼시   | 헤이룽장성    |                                           |
|                                | 치치하얼 나들목                                            | 齐齐哈尔           | 롄퉁 대로             | 치치하얼시   | 헤이룽장성    |                                           |
|                                | 넌타이 고속공로 분기점                                     | 嫩泰高速立交       | (S19) 넌타이 고속공로 | 치치하얼시   | 헤이룽장성    |                                           |
|                                | 잔화 나들목                                                | 建华               | 111국도               | 치치하얼시   | 헤이룽장성    |                                           |
|                                | 나이먼친 나들목                                            | 奈门沁             | 015국도               | 치치하얼시   | 헤이룽장성    |                                           |
|                                | 치치하얼 휴게소                                            | 齐齐哈尔服务区     |                       | 치치하얼시   | 헤이룽장성    |                                           |
|                                | 궁허 나들목                                                | 共和               | 015국도               | 치치하얼시   | 헤이룽장성    |                                           |
|                                | 주차장                                                     | 停车区             |                       | 치치하얼시   | 헤이룽장성    |                                           |
|                                | 장산 나들목                                                | 长山               |                       | 치치하얼시   | 헤이룽장성    |                                           |
|                                | 간난 나들목                                                | 甘南               | 015국도               | 치치하얼시   | 헤이룽장성    |                                           |
|                                | 간난 휴게소                                                | 甘南服务区         |                       | 치치하얼시   | 헤이룽장성    |                                           |
|                                | 아룽치 남나들목                                            | 阿荣旗南           | 111국도 301국도       | 후룬베이얼시 | 내몽골 자치구 |                                           |
|                                | 아룽치 북나들목                                            | 阿荣旗北           | 009향도               | 후룬베이얼시 | 내몽골 자치구 |                                           |
|                                | 허우신리 휴게소                                            | 后新立服务区       |                       | 후룬베이얼시 | 내몽골 자치구 |                                           |
|                                | 훠얼치 나들목                                              | 霍尔奇             | 301국도               | 후룬베이얼시 | 내몽골 자치구 |                                           |
|                                | 차바치 나들목                                              | 查巴奇             | 301국도               | 후룬베이얼시 | 내몽골 자치구 |                                           |
|                                | 차바치 주차장                                              | 查巴奇停车区       |                       | 후룬베이얼시 | 내몽골 자치구 |                                           |
|                                | 야하거우 휴게소                                            | 牙哈沟服务区       |                       | 후룬베이얼시 | 내몽골 자치구 |                                           |
|                                | 선니치 나들목                                              | 什尼奇             | 301국도               | 후룬베이얼시 | 내몽골 자치구 |                                           |
|                                | 관징타이 주차장                                            | 观景台停车区       |                       | 후룬베이얼시 | 내몽골 자치구 |                                           |
|                                | 관징타이 주차장                                            | 观景台停车区       |                       | 후룬베이얼시 | 내몽골 자치구 |                                           |
|                                | 보커투 나들목                                              | 博克图             | 301국도               | 후룬베이얼시 | 내몽골 자치구 |                                           |
|                                | 싱안링 터널                                                | 兴安岭隧道         |                       | 후룬베이얼시 | 내몽골 자치구 |                                           |
|                                | 싱안링 휴게소                                              | 兴安岭服务区       |                       | 후룬베이얼시 | 내몽골 자치구 |                                           |
|                                | 관징타이 주차장                                            | 观景台停车区       |                       | 후룬베이얼시 | 내몽골 자치구 |                                           |
|                                | 관징타이 주차장                                            | 观景台停车区       |                       | 후룬베이얼시 | 내몽골 자치구 |                                           |
|                                | 자둔허 터널                                                | 扎敦河隧道         |                       | 후룬베이얼시 | 내몽골 자치구 |                                           |
|                                | 자둔허 휴게소                                              | 扎敦河服务区       |                       | 후룬베이얼시 | 내몽골 자치구 |                                           |
|                                | 투두허 나들목                                              | 兔渡河             | 301국도               | 후룬베이얼시 | 내몽골 자치구 |                                           |
|                                | 야커스 휴게소                                              | 牙克石服务区       |                       | 후룬베이얼시 | 내몽골 자치구 |                                           |
|                                | 야커스 남 나들목                                           | 牙克石南           | 301국도               | 후룬베이얼시 | 내몽골 자치구 |                                           |
|                                | 야커스 서 나들목                                           | 牙克石西           | 301국도               | 후룬베이얼시 | 내몽골 자치구 |                                           |
|                                | 다옌 주차장                                                | 大雁停车区         |                       | 후룬베이얼시 | 내몽골 자치구 |                                           |
|                                | 자뤄무더 나들목                                            | 扎罗木得           |                       | 후룬베이얼시 | 내몽골 자치구 |                                           |
|                                | 자니허 휴게소                                              | 扎泥河服务区       |                       | 후룬베이얼시 | 내몽골 자치구 |                                           |
|                                | 하커 나들목                                                | 哈克               |                       | 후룬베이얼시 | 내몽골 자치구 |                                           |
|                                | 하이라얼 동 나들목                                         | 海拉尔东           |                       | 후룬베이얼시 | 내몽골 자치구 |                                           |
|                                | 하이라얼 동 주차장                                         | 海拉尔东停车区     |                       | 후룬베이얼시 | 내몽골 자치구 |                                           |
|                                | 임시 본선 요금소                                           | 临时主线收费站     |                       | 후룬베이얼시 | 내몽골 자치구 |                                           |
| 미개통구간 (하이라얼~만저우리) |                                                            |                    |                       |              |               |                                           |

## 하이라얼~만저우리 구간
노선은 본선, 보조 도로, 보조 도로 연결선으로 구성된다. 기존의 해만(海满) 1급 도로의 일부 구간은 폐쇄하고, 왕복 4차선 고속도로로 개선하였으며, 일부 구간은 새로 건설하였다.) 보조도로와 그 연결선은 대부분 신축에 속하며 일부는 현재 유지된 도로를 이용하였다. 총 52억 9977만 7646위안이 투자되었고, 총 부지는 1890.13hm2이다.
주선은 하이라얼(海拉尔) 북쪽으로 시작되어, 야하이 고속공로를 따라, 서쪽으로 천치(陈旗), 시우주얼쑤무(西乌珠尔苏木), 자라이눠얼(扎赉诺尔)을 지나며, 만저우리시의 싱궁루커우안(新公路口岸)에서 종착하며, 전장 188.62km이고, 노반 폭은 24 m이다. 보조도로 총길이는 186.912km이며, 그 중 119.56km가 신설되었고, 67.352km는 옛길을 이용하여 개축하였다. 본선은 기존의 교량 20개, 배수로 86개, 통로 34개를 사용하여, 신축 교량 6개, 신축 배수로 12개, 나들목 10개, 분기점 13개, 고가교 28개, 요금소 9곳이 설치되었다. 보조 도로는 신축 교량 4개, 기존 배수로 115개, 분기점 6개가 설치되었다. 그리고 전 구간에 걸쳐 3곳의 보수 구역, 1곳의 휴게소, 3곳의 주차구역, 전망대 5곳, 草原驿站 2곳을 설치하였다.
보조 도로는 3급 도로 기술 표준으로 설계 속도가 40km/h, 노반 폭이 8.5m, 노면 폭이 7m이다.
총 3개의 보조 도로 연결선을 설치하며, 3급 도로를 적용하였으며, 노반 폭은 5.0m~8.5m, 전장 90.14km, 설계 속도는 40km/h이다. 3개의 연결선은 아래와 같다
- 후허눠얼(呼和诺尔)-시우주얼(西乌珠尔) 연결선 50.743km
- 둥우주얼(东乌珠尔) 연결선 10.463km
- 헤이산터우커우안(黑山头口岸) 연결선 28.934km.